# Bob Avakian
Bob Avakian (Washington D.C., 7 maart 1943) is de voorzitter van de Revolutionary Communist Party, USA, een maoïstische organisatie in de Verenigde Staten.

## Biografie
Avakian was geboren als kleinkind van immigrantengrootouders uit Armenië in Washington D.C., en groeide op in Berkeley, Californië. Hij woonde het Berkeley Gymnasium en de Universiteit van Californië - Berkeley, bij. Hij werd gepolitiseerd in de Beweging van de Vrijheid van Meningsuiting (Free Speech Movement, of FSM). Avakian was eerst een leider van de Revolutionaire Unie (Revolutionary Union). In 1975, richtte Avakian de Revolutionaire Communistische Partij met onder anderen C. Clark Kissinger en Carl Dix op, en werd voorzitter van de beweging. Hij is een belangrijke Maoïstische theoreticus, en naar de mening van zijn aanhangers is zijn Nieuwe Synthese verder dan zelfs het beste van de voorafgaande communistische leiders gegaan.